# Hackleburg
Hackleburg és una població dels Estats Units a l'estat d'Alabama. Segons el cens del 2000 tenia 1.527 habitants.

## Demografia
Segons el cens del 2000, Hackleburg tenia 1.527 habitants, 657 habitatges, i 444 famílies. La densitat de població era de 38,5 habitants/km².
Dels 657 habitatges en un 28,9% hi vivien nens de menys de 18 anys, en un 54,3% hi vivien parelles casades, en un 9,6% dones solteres, i en un 32,4% no eren unitats familiars. En el 29,5% dels habitatges hi vivien persones soles el 16,6% de les quals corresponia a persones de 65 anys o més que vivien soles. El nombre mitjà de persones vivint en cada habitatge era de 2,32 i el nombre mitjà de persones que vivien en cada família era de 2,88.
Per edats la població es repartia de la següent manera: un 23,2% tenia menys de 18 anys, un 7,3% entre 18 i 24, un 27,1% entre 25 i 44, un 25,7% de 45 a 60 i un 16,6% 65 anys o més.
L'edat mediana era de 40 anys. Per cada 100 dones hi havia 90,4 homes. Per cada 100 dones de 18 o més anys hi havia 89,3 homes.
La renda mediana per habitatge era de 26.075 $ i la renda mediana per família de 30.938 $. Els homes tenien una renda mediana de 26.542 $ mentre que les dones 20.739 $. La renda per capita de la població era de 17.239 $. Aproximadament el 10,8% de les famílies i el 14,8% de la població estaven per davall del llindar de pobresa.

## Poblacions més properes
El següent diagrama mostra les poblacions més properes.